# Atopotrophos victorovi
Atopotrophos victorovi là một loài tò vò trong họ Ichneumonidae.